# Oamaruia
Oamaruia is een geslacht van weekdieren uit de klasse van de Gastropoda (slakken).

## Soorten
- Oamaruia cancellosa Marwick, 1965 †
- Oamaruia deleta Finlay, 1930
- Oamaruia gemmata Maxwell, 1969 †
- Oamaruia suteri (P. Marshall & R. Murdoch, 1920) †